# Alfred-Joachim Hermanni
Alfred-Joachim Hermanni (* 5. November 1952) ist ein deutscher Professor für Medienmanagement und Medienentwicklung,
Film- und Fernsehproduzent sowie Schriftsteller. Er hat in den 1980er-Jahren maßgeblich an der Einführung des dualen Rundfunksystems in Deutschland mitgewirkt.

## Leben

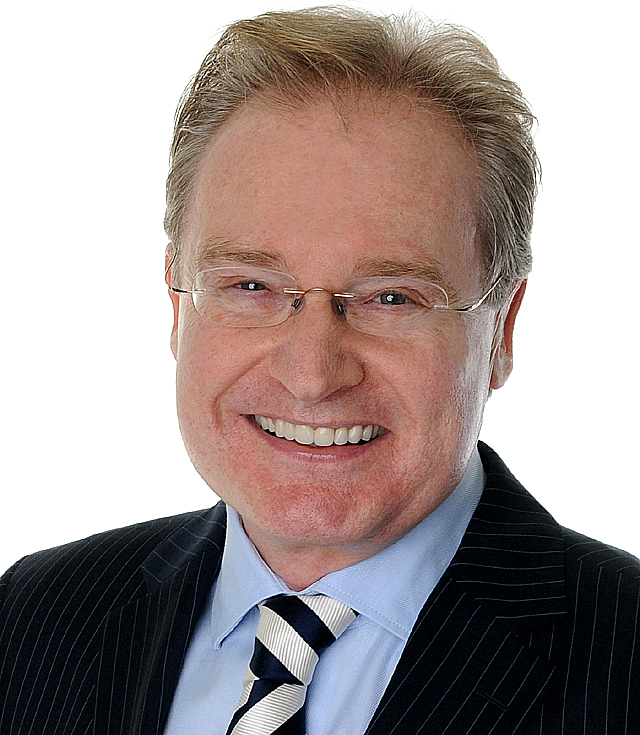

Hermanni studierte allgemeine Politikwissenschaft und Medienmanagement. Nach einer Offiziersausbildung bei der PSV-Truppe in Andernach/PSV-Senderbataillon 1, wo er als Redakteur für Rundfunksendungen ins Ausland verantwortlich war. 1977 wechselte er als Pressesprecher zum DRK-Präsidium in Bonn. Dort war er auch Chefredakteur der DRK-Zeitschriften „Zentralorgan“ sowie „Die gute Tat“ und realisierte Medienkampagnen zur Unterstützung Hilfsbedürftiger in Afrika, Asien und Nahost.
Im Anschluss an diese Tätigkeit leitete er ab 1982 die Abteilung Medienpolitik der CDU-Bundesgeschäftsstelle (Bundespartei) in Bonn, war er Geschäftsführer der CDU/CSU-Medienkommissionen auf Bundesebene und entwickelte die Medienpolitik mit, in deren Zusammenhang 1984 das duale Rundfunksystem in Deutschland durch die CDU/CSU eingeführt wurde. Im Anschluss daran wurde er 1987 Chefredakteur und später in Personalunion Geschäftsführer bei „Eureka Television GmbH“/München, dem ersten bundesweit ausstrahlender Informations- und Nachrichtensender, in Kooperationen u. a. mit CNN, ESPN und Nowosti. 1988/89 war er Chefredakteur bei „PRO 7 Television GmbH“/München. Von 1989/1990 fungierte er als Berater und Projektleiter bei der AVE Gesellschaft für Medienbeteiligungen (Verlagsgruppe von Holtzbrinck)/München und produzierte die ersten Sendungen von „Talk im Turm“ auf Sat.1. Von 1990 bis 2021 war Hermanni Film- und Fernsehproduzent, Regisseur und Drehbuchautor sowie seit 1995 geschäftsführender Gesellschafter und Inhaber der „Euromedia Film- und Fernsehproduktion“ in Baldham.
Die wissenschaftliche Forschung und diverse Lehrtätigkeiten zu den Forschungsschwerpunkten „Fernsehlehre“, „Medienmanagement“, „Medienpolitik“ und „Medienwirtschaft“ begleiten Hermanni seit dem Jahr 1983, darunter an der „Freien Universität Berlin“, an der „Hochschule Mittweida - University of Applied Sciences“ in Sachsen und an der „Hochschule der Künste“ Zürich. 2008 wurde er mit der Dissertation Medienpolitik in den 80er Jahren: machtpolitische Strategien der Parteien im Zuge der Einführung des dualen Rundfunksystems an der Filmuniversität Babelsberg zum Dr. phil. promoviert. Seit Januar 2014 ist Hermanni Professor für Medien- und Kommunikationsmanagement an der SRH Fernhochschule - The Mobile University und Dozent an der SPIEGEL Akademie.
Nebenberuflich arbeitet Hermanni als Kommunikationscoach zur Kundengewinnung und engagiert sich in medienpolitischen Gremien auf Landesebene in Bayern und Baden-Württemberg.

## Publikationen
- „Dem Hilferuf folgen“ – Spender und Deutsches Rotes Kreuz. Urheber-Verlag, Bonn 1981, ISBN 978-3-88540-005-9.
- „Die Entwicklung des Kabel- und Satellitenrundfunks in der Bundesrepublik Deutschland unter Einbeziehung europäischer Aspekte der Medienpolitik.“ L’Institut Européen des Hautes Études Internationales, Nizza 1986.
- „Das Diktat der Medien : wie unsere Meinungen manipuliert werden“ (früher: Die Meinungsmacher), Hänssler-Verlag, Neuhausen-Stuttgart, 1988, ISBN 978-3-7751-1428-8.
- „Fernsehnachrichten für Deutschland“ – eine amerikanische Ausgabe?, MIT-Verlag, Bonn, 1989, ISBN 978-3-923148-38-7.
- „Existenzgründung und Führung eines selbständigen Unternehmens“, MEA Media-EventAgentur, Baldham, 2003, ISBN 978-3-8330-0385-1.
- „Medienmanagement“, „Int. Medienwirtschaft“, „Preisfindung“, „Programming“, „Produktzyklen“. In: Altendorfer, Otto/Hilmer, Ludwig (Hrsg.): Medienmanagement – Ein Lehrbuch, Verlag f. Sozialwissenschaften, Wiesbaden, 2006.
- „Medienmanagement – Grundlagen und Praxis für Film/Fernsehen, Hörfunk, Internet, Multimedia und Print“. Beck Verlag, München, 2006, ISBN 978-3-406-54616-7.
- „Medienpolitik in den 80er Jahren – Fernsehen im Wandel. Machtpolitische Strategien der Parteien im Zuge der Einführung des dualen Rundfunksystems“. VS Verlag für Sozialwissenschaften, Wiesbaden 2008, ISBN 978-3-531-15443-5.
- „Business Guide für strategisches Management. 50 Tools zum geschäftlichen Erfolg.“ 1. Auflage. Springer, Wiesbaden 2016, ISBN 978-3-658-12521-9.
- „Influencer Marketing in den sozialen Medien. Ein Meinungsinstrument der Online-Kommunikation“. Südwestdeutscher Verlag, Saarbrücken 2018, ISBN 978-620-2-32294-2.
- „Wie elektronische Kurzmitteilungen digitale Kommunikation beeinflussen. Eine empirische Analyse kommunikationssoziologischer Fragestellungen in der privaten und beruflichen Kommunikation“. Südwestdeutscher Verlag, Saarbrücken 2018, ISBN 978-620-2-32282-9.
- „Presse- und Öffentlichkeitsarbeit für Weiterbildungseinrichtungen. Kommunikation nach innen und außen strategisch umsetzen.“ wbv, Bielefeld 2019, ISBN 978-3-7639-6036-1.
- „Digitalisierung. Chancen und Herausforderungen für Medien und Kommunikation“. In: „Digitalisierung in Wirtschaft und Wissenschaft.“ Springer/SRH Fernhochschule, Wiesbaden/Riedlingen 2020.
- „Führungsverhalten beeinflusst Qualität der Arbeit. Managementkonzepte in einer sich wandelnden Arbeitswelt.“ In: „Gesundheit-Arbeit-Prävention. Tagungsband zum 3. Kongress für Betriebliches Gesundheitsmanagement.“ Springer/SRH Fernhochschule, Wiesbaden/Riedlingen 2020.
- „Zukunft der Arbeitswelt im digitalen Wandel: Qualifizieren für den technologischen Fortschritt.“ In: „Vernetzte Arbeitswelt-Der digitale Arbeitnehmer.“ Tagungsband zur Konferenz. Springer/SRH Fernhochschule, Wiesbaden/Riedlingen 2021.
- „Personal sustainability. Eine Petition für individuelle Bedürfnisse der Gegenwart.“ Springer VS, Wiesbaden 2022.
- „Business Guide für strategisches Management. 50 Tools zum geschäftlichen Erfolg.“ 2. Auflage. Springer Gabler, Wiesbaden 2022.

## Film- und Fernsehproduktionen (Auswahl)
- ARD-Tatort „Bauernopfer“ (Darsteller: Heinz Hoenig, Peter Sodann, Vadim Glowna)
- ARD-Fernsehspiel „Die Narbe des Himmels“ (Darsteller: Hannelore Elsner, Uwe Kockisch)
- ARD-Fernsehspiel „Das gläserne Haus“ (Darsteller: Katja Riemann, Vadim Glowna, Peter Sattmann)
- Unterhaltungssendungen, z. B. „Von Euro-Scheck bis Euro-Show“ (mit den Moderatoren Günther Jauch und Carmen Nebel)

## Auszeichnungen
- DAG-Fernsehpreis für das Fernsehspiel „Das gläserne Haus“[5]
- „Internationaler Industrie- und Wirtschaftsfilmpreis“ für einen Imagefilm über den MDR